# Aclou
Aclou is een gemeente in het Franse departement Eure (regio Normandië) en telt 234 inwoners (2004). De plaats maakt deel uit van het arrondissement Bernay.

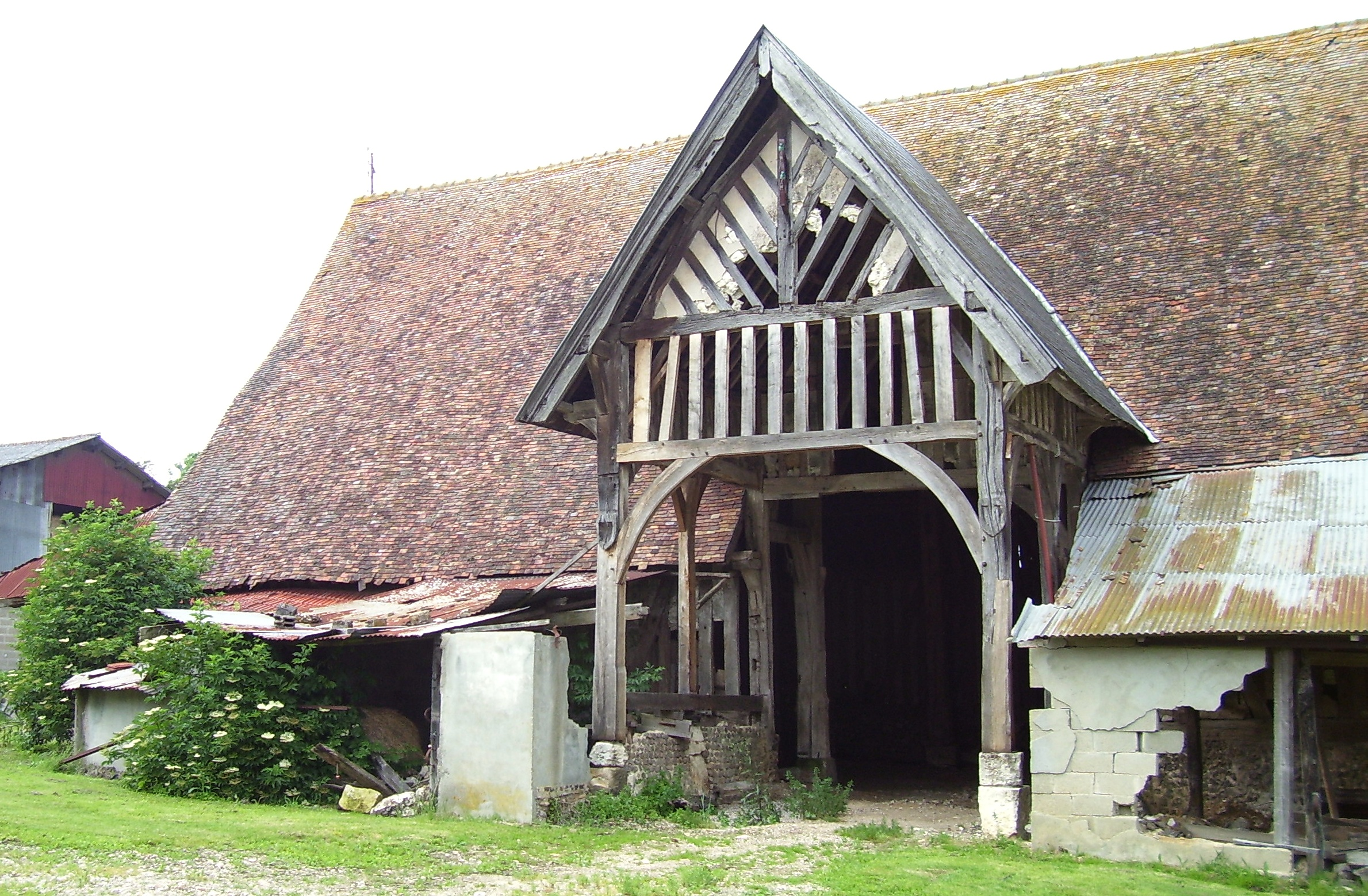
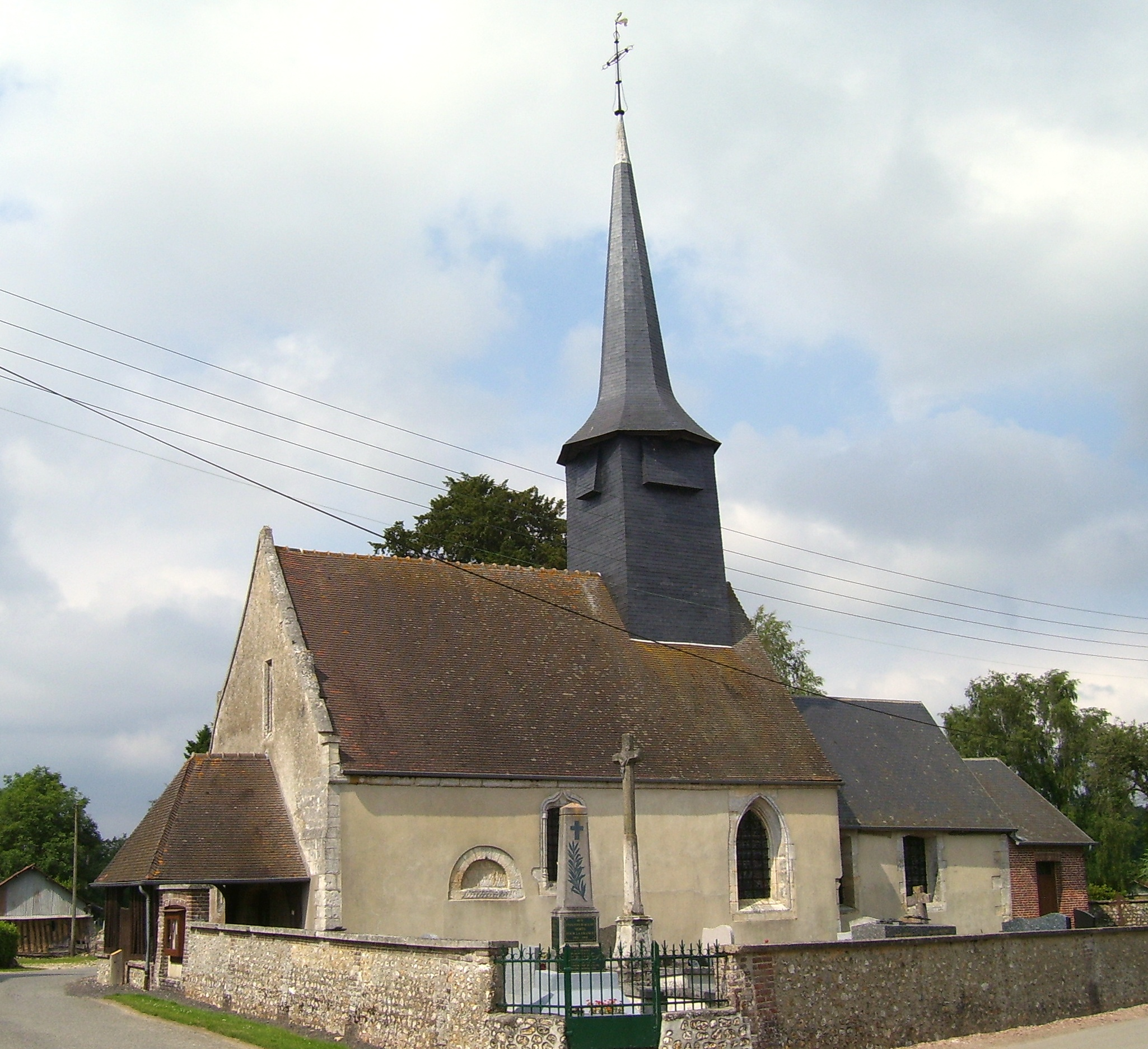
Kerk Saint-Rémi

## Geografie
De oppervlakte van Aclou bedraagt 3,7 km², de bevolkingsdichtheid is 63,2 inwoners per km².
De onderstaande kaart toont de ligging van Aclou met de belangrijkste infrastructuur en aangrenzende gemeenten.

## Demografie
Onderstaande figuur toont het verloop van het inwonertal (bron: INSEE-tellingen).